# Castilhismo
Castilhismo foi a corrente política instituída por Júlio de Castilhos no Rio Grande do Sul, com vigência da Constituição do Rio Grande do Sul de 1891, e que vigeu de 1891 à 1937, além do período de 37 à 45 no plano nacional, quando da Revolução de 30, que norteará toda Era Vargas, sendo Getúlio, dentre outros revolucionários adepto do castilhismo.  

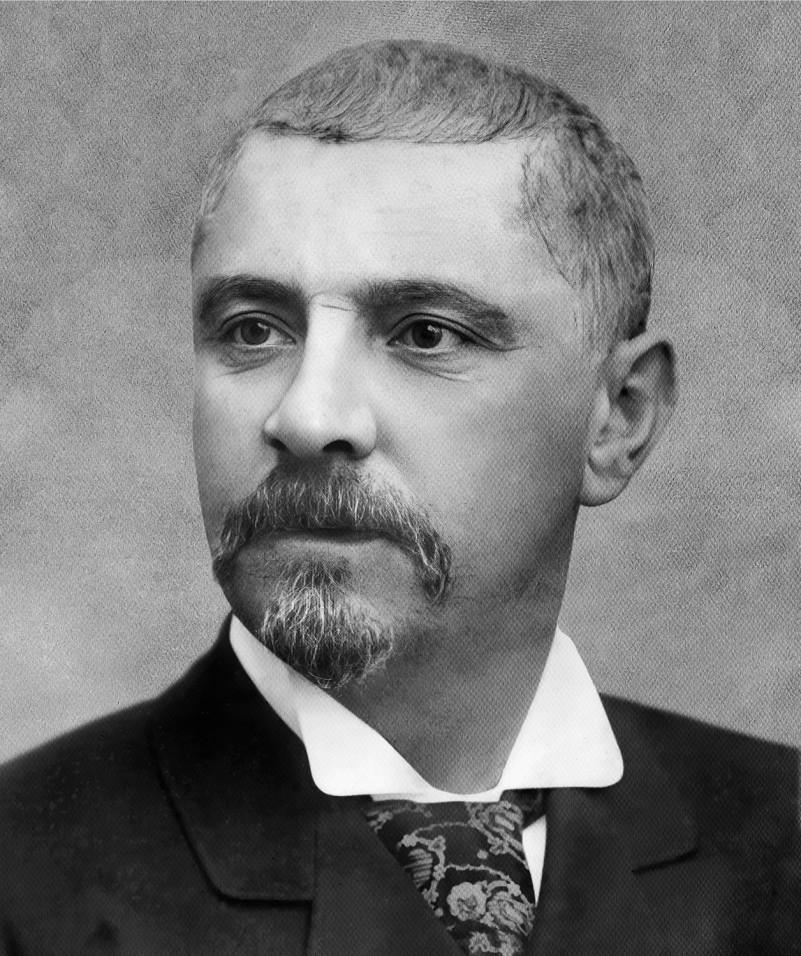
Júlio de Castilhos, criador e principal teórico do castilhismo

É a ideologia matriz originadora do Trabalhismo Brasileiro, que sucedeu a ideologia castilhista e a elevou a o patamar nacional.  
O Castilhismo tem como características a centralização dos poderes no Executivo, a instituição de mecanismos de participação direta, como plebiscitos e referendos populares; a instauração de um Estado modernizador, intervencionista e regulador da economia, além de sua atuação intermediadora e moralizadora da sociedade.
Ricardo Vélez caracteriza o essencial no castilhismo: “enquanto para o pensamento liberal o bem público resultava da preservação dos interesses dos indivíduos que abrangiam basicamente a propriedade privada e a liberdade de intercâmbio, bem como as chamadas liberdades civis, para Castilhos e bem público ultrapassava os limites dos interesses materiais dos indivíduos, para tornar-se impessoal e espiritual. O bem público se dá na sociedade moralizada por um Estado forte, que impõe o desinteresse individual em benefício do bem-estar da coletividade”. Nessa conjuntura, o interesse pessoal constitui pura e simples imoralidade.

## Contexto
O Castilhismo surge como ideologia em 1882, com a fundação do Jornal A Federação, por Venâncio Ayres, Júlio de Castilhos, Pinheiro Machado, dentre outros. Esse grupo inicial, virá posteriormente a fundar o PRR - Partido Republicano Riograndense, sendo um de seus fundadores, o pai de Getúlio Vargas, Manuel do Nascimento Vargas.  
Era uma corrente política de forte cunho conservador, ao mesmo tempo em que apostava na modernização econômica, por ter na burguesia industrial e urbana suas bases de apoio. Também sofreu forte influência do positivismo de Auguste Comte. 
Júlio de Castilhos se elege Presidente (atual cargo de governador) pelo Rio Grande do Sul em 1891, oportunidade em que institui a Constituição do Estado, redigida pelo próprio, e aprovada quase sem alterações, por isso alcunhada "castilhista".
A prática castilhista seria institucionalizada por Borges de Medeiros, que introduziu a prática das reeleições sucessivas até levar o estado à guerra civil no começo da década de 1920, o que exigiu a intervenção do governo federal e a reforma da Constituição (1926).

## Princípios
O castilhismo tinha três princípios básicos:
1. Escolha dos governantes baseado na sua pureza moral e não na sua representatividade popular.
2. Na política devem ser eliminadas as disputas político partidárias e valorizar só a virtude.
3. O governante deve regenerar a sociedade, e o Estado comandar a transformação e modernização da sociedade.[3]

Se porventura me pode ser atribuído algum mérito, este consiste unicamente na imaculada pureza de intenções com que tenho pro-curado tornar-me órgão fiel das aspirações republicanas e devoto servidor do Rio Grande do Sul, minha estremecida terra natal, que me domina pelo mais profundo afeto e que pode exigir de mim todos os sacrifícios pessoais pela sua felicidade.— Júlio de Castilhos Mensagem à Assembleia do Rio Grande, em: A Federação, 27-9-1897.
Em outras palavras, para Castilhos, o bem público fundamenta-se na completa reorganização política e administrativa do Estado, à luz do princípio “conservar melhorando”. Baseia-se, também, na prosperidade material do Estado (obras públicas, desenvolvimento industrial, estabilidade de  crédito do governo, amortização da dívida pública, poupança estadual). Consiste, principalmente, na progressiva educação cívica, moralizadora do povo e que, busca educar o povo para fortalecer o Estado. Por outra parte, os poderes oficiais devem devolver à sociedade em serviços úteis (ao Estado) a tônica das contribuições a que são obrigados aos cidadãos.
Castilhos buscava infundir a ideia que a organização político-constitucional que estava construindo para o Rio Grande do Sul iria estabelecer um “regime da virtude”. Nela, estariam aptos a governarem, não necessariamente aqueles eleitos para a função, mas a figura que demonstrasse sua “pureza de intenções” e desinteresse pessoal em favor do bem público. Nesse concerto, o bem público somente seria alcançado por um líder virtuoso, que, ao dirigir um Estado forte, estabeleceria a completa reorganização político administrativa do Estado, a prosperidade material e uma educação cívica moralizadora. Ao articular sua capacidade moral com o interesse ético de um bem público, Castilhos apresentava a figura do Presidente como um ente esclarecido e moralizante, que colocava os interesses do Estado acima dos interesses individuais. O progresso moral e intelectual seria alcançado por meio de uma ordem ditatorial, por meio da ação do Estado. Como destaca José Murilo de Carvalho: “eis um ideal de despotismo ilustrado que tinha longas raízes na tradição-luso brasileira desde os tempos pombalinos do século XVIII”.  
É nesse esteio moral, articulado a uma concepção de bem público, que Castilhos buscou estabelecer o primeiro fundamento de sua legitimidade, que se completaria quando finalmente transmutada em lei. Seria a virtude, mais do que a escolha pela eleição, que o habilita a governar de maneira quase imperial, ou nas palavras dele, de maneira suprema como consta no artigo 7º da Constituição: “A suprema direção governamental e administrativa do Estado compete ao Presidente, que a exercerá livremente, conforme o bem público, interpretado de acordo com as leis”.
Se, na filosofia liberal, o bem público dava-se através da conciliação dos interesses individuais, conciliação que se concretizava no Parlamento, como organismo representativo daqueles interesses, para Castilhos o bem público só poderia encontrar-se onde se achasse a essência mesma da sociedade ideal,que ele entendia em termos do “reinado da virtude”. O bem público confundia-se, para ele, com a imposição, por parte do governante esclarecido,dum governo moralizante, que fortalecesse o Estado em detrimento dos egoístas interesses individuais e que velasse pela educação cívica dos cidadãos, origem de toda moral social.
Já o dissemos e não nos cansaremos de repeti-lo: a plena regularização da vida pública, como da privada, só é possível, com uma inteira regeneração dos costumes, mediante uma educação nova, abraçando todos os aspectos da vida humana.Só esta operação fundamental trará a harmonia social que todos desejamos. Para isto é preciso que exista um poder independente, que instrua e governe as consciências, convencendo; para isto é preciso que uma cultura moral mais intensa permita a intervenção do poder que apela e convida amavelmente, que modifica a nossa conduta, que nos arrasta a proceder bem, movendo os nossos bons sentimentos em favor daquilo que quer fazer vingar. A FEDERAÇÃO, 1891b, p. 1.

## Desenvolvimento
Em 1893, ocorreu a Revolução Federalista no Rio Grande do Sul, uma verdadeira guerra civil brasileira em que teve início com os liberais gaúchos pegando em armas contra o governo de Castilhos, com o conflito ultrapassando as fronteiras do Rio Grande do Sul e chegando nos estados de Santa Catarina e Paraná. No final do conflito os liberais foram derrotados.
O líder da oposição, o monarquista  Silveira Martins, tinha sido o pivô da proclamação da República em 1889 e era desafeto tanto de Deodoro (que fora governador do Rio Grande no Império e renunciara à presidência em 1891) quanto dos republicanos históricos. A vitória dos pica-paus de Castilhos sobre os maragatos de Silveira Martins na Revolução Federalista de 1893 deu forte impulso ao castilhismo.
O castilhismo permaneceu como força hegemônica no Rio Grande do Sul ininterruptamente entre 1893 e 1937.
Inicialmente com alcance apenas local, os castilhistas expandiram sua influência a nível nacional, projetando nomes como Pinheiro Machado, Borges de Medeiros, Flores da Cunha, Lindolfo Collor, Góis Monteiro, Osvaldo Aranha e Getúlio Vargas. O auge do castilhismo se deu em 1930, quando a Revolução alçou Vargas à presidência do Brasil, contando com o apoio inicial de tenentistas e modernistas.
Getúlio foi o mais destacado e fiel seguidor de Júlio de Castilhos. O Estado Novo, nada mais foi, do que o transplante para nível nacional do castilhismo.
O  trabalhismo  herdou  do  positivismo  as  noções  de  progresso  (o  desenvolvimento),   de   “integração   do   proletariado   à   sociedade   moderna” e de aversão a perturbações drásticas na ordem social, mas dele se afastou ao admitir maior interferência estatal nos conflitos de classe e ao prescindir da ortodoxia em matéria de política econômica (orçamento equilibrado, austeridade, finanças sadias), além de sua base filosófica: o materialismo.— FONSECA, P. 2001 As Fontes do Pensamento de Vargas e seu Desdobramento na Sociedade Brasileira